# Kushida (wrestler)
Yujiro Kushida, meglio conosciuto con il ring name Kushida (櫛田 雄二郎?, Kushida Yūjirō; Ōta, 12 maggio 1983), è un wrestler giapponese sotto contratto con la New Japan Pro-Wrestling.
In carriera ha detenuto per sei volte l'IWGP Junior Heavyweight Championship e tre volte l'IWGP Junior Heavyweight Tag Team Championship (due con Alex Shelley e una con Kevin Knight). Ha inoltre combattuto in Ring of Honor dove ha vinto una volta il ROH World Television Championship.
Kushida ha anche combattuto in WWE dal 2019 al 2022 dove ha vinto una volta l'NXT Cruiserweight Championship.

## Carriera

### WWE (2019–2022)

#### NXT(2019–2022)
Dopo mesi di voci, Kushida firmò ufficialmente con la WWE nell'aprile del 2019, prima di WrestleMania 35. Più tardi, quel giorno, Kushida presenziò a NXT TakeOver: New York, preparandosi per il suo imminente debutto ad NXT, territorio di sviluppo della WWE. Il suo debutto avvenne nella puntata di NXT del 1º maggio dove sconfisse Kassius Ohno. Nella puntata di NXT del 15 gennaio Kushida fece coppia con il suo compagno storico in New Japan Pro-Wrestling, Alex Shelley, per partecipare al torneo Dusty Rhodes Tag Team Classic ma vennero tuttavia sconfitti dai Grizzled Young Veterans nei quarti di finale, venendo eliminati. Nella puntata di NXT del 22 aprile Kushida sconfisse Tony Nese nel primo turno del torneo per determinare il detentore ad interim dell'NXT Cruiserweight Championship. Nella puntata di NXT del 6 maggio Kushida ha sconfisse Jake Atlas nel secondo turno del torneo. Nella puntata di NXT del 20 maggio Kushida venne inaspettatamente sconfitto da Drake Maverick nell'ultimo turno del torneo. Nella puntata di NXT del 27 maggio Kushida partecipò ad un Triple Threat match che includeva anche Drake Maverick e Jake Atlas per determinare il finalista per l'NXT Cruiserweight Championship ma il match venne vinto da Maverick. Nella puntata di NXT del 13 agosto Kushida partecipò ad un Triple Threat match (che comprendeva anche Cameron Grimes e Velveteen Dream) di qualificazione al Ladder match per il vacante NXT North American Championship ma il match venne vinto da Grimes. Nella puntata di NXT del 23 settembre Kushida partecipò ad un Gauntlet match per determinare il contendente n°1 all'NXT Championship ma, a causa dell'intervento di Velveteen Dream, venne eliminato da Bronson Reed. Il 4 ottobre, a NXT TakeOver: 31, Kushida sconfisse Velveteen Dream. Nella puntata speciale NXT New Year's Evil del 6 gennaio 2021 Kushida e Shotzi Blackheart sconfissero Johnny Gargano e Candice LeRae in un Mixed Tag Team match. Nella puntata di NXT del 20 gennaio Kushida e Leon Ruff sconfissero Austin Theory e Johnny Gargano negli ottavi di finale del Dusty Rhodes Tag Team Classic. Nella puntata di NXT del 27 gennaio Kushida e Leon Ruff vennero sconfitti dai Grizzled Young Veterans nei quarti di finale del torneo. Il 14 febbraio, a NXT TakeOver: Vengeance Day, Kushida affrontò Johnny Gargano per l'NXT North American Championship venendo tuttavia sconfitto. Il 7 aprile, nella prima serata di NXT TakeOver: Stand & Deliver, Kushida venne sconfitto da Pete Dunne. Nella puntata di NXT del 13 aprile Kushida sconfisse Santos Escobar conquistando l'NXT Cruiserweight Championship per la prima volta. L'11 maggio, ad NXT, Kushida sconfisse nuovamente Escobar in un 2-out-of-3 Falls match per 2-1 mantenendo il titolo. Nella puntata di NXT del 1º giugno Kushida difese il titolo contro il debuttante Carmelo Hayes. La settimana dopo Kushida si riconfermò campione mantenendo la cintura contro Trey Baxter. Nella puntata di NXT 2.0 del 21 settembre Kushida perse il titolo contro Roderick Strong dopo 161 giorni di regno. In seguito, Kushida si alleò con Ikemen Jiro formando i Jacket Time, ma nel loro debutto come tag team vennero sconfitti dai Grizzled Young Veterans nella puntata di 205 Live del 5 novembre a causa della distrazione dei Creed Brothers. Nella puntata di NXT 2.0 del 25 gennaio i Jacket Time parteciparono al torneo del Dusty Rhodes Tag Team Classic ma vennero eliminati dagli MSK nei quarti di finale.
Il 18 aprile 2022 il contratto di Kushida con la WWE terminò e l'atleta lasciò la federazione.

## Personaggio

### Mosse finali
- Back to the Future (Small package driver) – 2017–presente
- Cross armbreaker – 2020–presente
- 9469/Kushida Lock (Crossface con un ginocchio sulla schiena dell'avversario) – 2010–2013
- Hoverboard Lock (Kimura lock) – 2014–presente
- Midnight Express (Corkscrew moonsault) – 2010–presente
- Supernova Press (Moonsault su un avversario in piedi) – 2006–2010
- Supernova Rana (Hurricanrana, a volte dalla corda più alta) – 2006–2010

### Manager
- Banzai Chie
- Tajiri

### Soprannomi
- "Hustle Supernova"
- "New Japan (Junior) Supernova"
- "Time Splitter"
- "The Ace of the Jrs"

## Titoli e riconoscimenti

### Arti marziali miste
- ZST
  - ZST Genesis Lightweight Tournament (2004)

### Wrestling professionistico
- All Japan Pro Wrestling

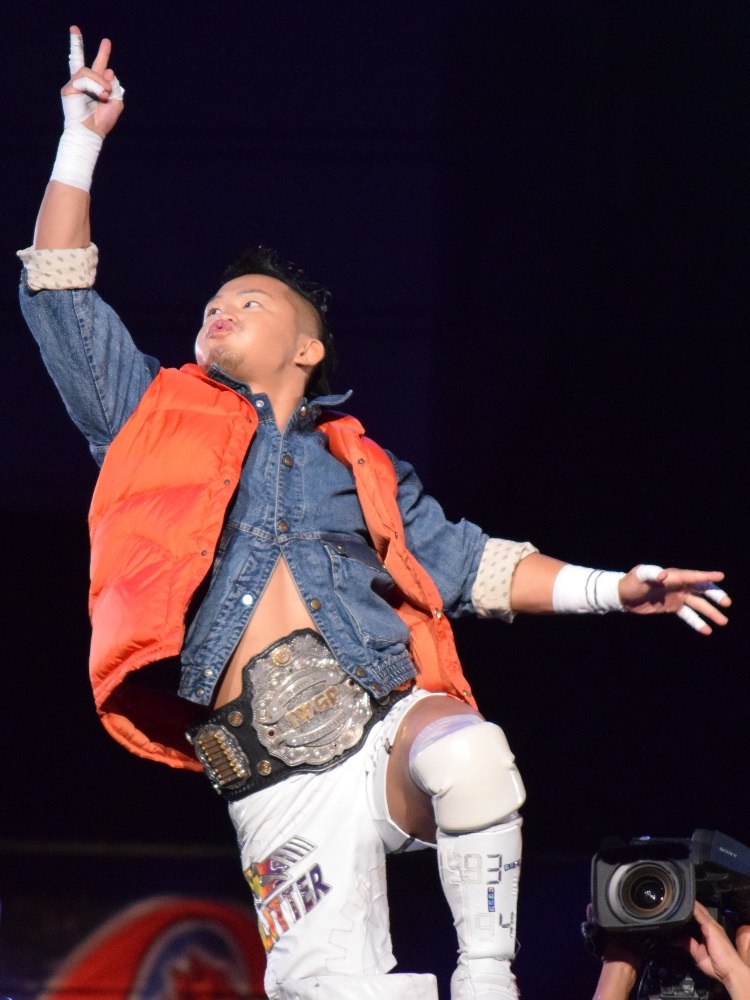
Kushida con l'IWGP Junior Heavyweight Championship, titolo che ha vinto sei volte

  - AJPW U-30 Tag Team Tournament (2008) – con T28
- Consejo Mundial de Lucha Libre
  - Cuadrangular de Parejas (2016) – con Marco Corleone
- New Japan Pro-Wrestling
  - IWGP Junior Heavyweight Championship (6)
  - IWGP Junior Heavyweight Tag Team Championship (3) – con Alex Shelley (2) e Kevin Knight (1)
  - Best of Super Juniors (2015, 2017)
  - Super J-Cup (2016)
  - Super Jr. Tag Tournament (2012) – con Alex Shelley
- Pro Wrestling Illustrated
  - 20º nella classifica dei 500 migliori wrestler singoli su PWI 500 (2017)
- Ring of Honor
  - ROH World Television Championship (1)
- What Culture Pro Wrestling/Defiant Wrestling
  - Pro Wrestling World Cup (2017)
- WWE
  - NXT Cruiserweight Championship (1)